# Conforcos
Conforcos es una parroquia del concejo asturiano de Aller, en España, y un lugar de dicha parroquia.
En los 8,9 km² de la parroquia habitan un total de 49 personas (2008).
El lugar de Conforcos se halla a 775 metros de altitud, en las faldas de la sierra de Conforcos. Dista unos 12 km de Cabañaquinta. Es la única población de la parroquia.
Su iglesia parroquial, dedicada a San Miguel, es del año 1600. En el retablo de su interior se encuentra una talla polícroma del Cristo crucificado del siglo XVII.
Su fiesta principal se celebra el tercer domingo de septiembre en honor al Cristo de la Salud.